# Prérijní provincie

Prérijní provincie na mapě Kanady

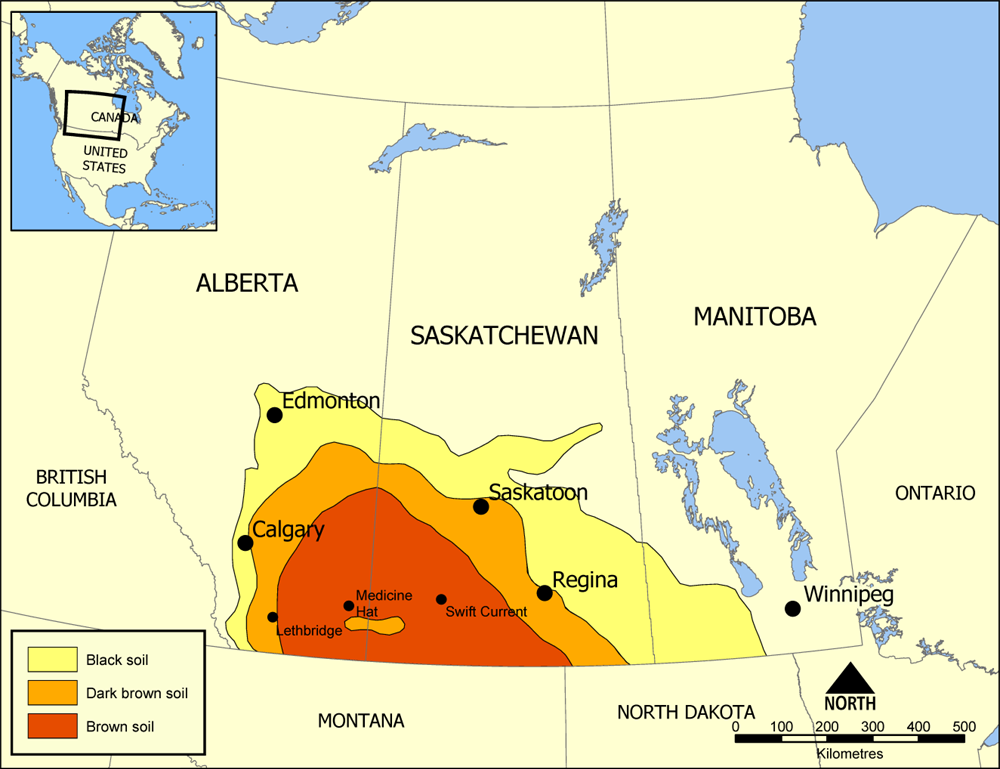
Tzv. Palliserův trojúhelník s typy prérijních půd

Prérijní provincie je označení pro tři kanadské provincie, na jejichž území se nacházejí Kanadské prérie. Jde o Albertu, Saskatchewan a Manitobu. Prérie přitom nepokrývají celé území těchto provincií, ale nacházejí se pouze v jejich jižní části - mezi hranicemi s USA, kanadskou částí Skalistých hor a Kanadským štítem. Představují nejsevernější část Velkých planin. Na území, které pokrývají prérie, je také soustředěna naprostá většina populace prérijních provincií.